# Acmaeoderina
Acmaeoderina es una subtribu de coleópteros polífagos perteneciente a la familia Buprestidae. Tiene una distribución mundial, excepto Oceanía.

## Géneros
Se reconocen los siguientes géneros:
- Acmaeodera
- Acmaeoderella
- Acmaeoderopsis
- Anambodera
- Atacamita
- Brachmaeodera
- Cochinchinula
- Microacmaeodera
- Thaichinula
- Xantheremia